# Elezioni parlamentari in Israele del 2006
Le elezioni parlamentari in Israele del 2006 si tennero il 28 marzo per il rinnovo della Knesset, in seguito ad un accordo tra il primo ministro uscente, Ariel Sharon, e il nuovo leader del Partito Laburista Israeliano, Amir Peretz.
Le elezioni si svolsero anticipatamente rispetto alla scadenza della legislatura e furono precedute dall'elezione di Peretz come leader dei laburisti (in competizione con Shimon Peres) e dalla conseguente decisione di ritirare la delegazione del suo partito dal governo di coalizione. Quindi Sharon favorì una scissione dal proprio partito, il Likud, in maggioranza contrario al piano di ritiro unilaterale da alcuni insediamenti nei territori occupati. Nel nuovo partito fondato da Sharon, Kadima, sono confluiti molti altri ex-membri del Likud e anche alcuni laburisti, come Shimon Peres, Haim Ramon e Dalia Itzik.
Alle precedenti elezioni del 2003, il Likud guidato da Sharon aveva ottenuto una buona affermazione, conquistando 38 seggi su 120 alla Knesset (parlamento), mentre i laburisti, guidati da Amram Mitzna, ottennero solo 19 seggi.
Quando Sharon cambiò idea sullo smantellamento delle colonie israeliane della Striscia di Gaza, però, ebbe la necessità di trovare una nuova maggioranza parlamentare, ottenendo l'appoggio dei laburisti, che condividevano il piano di ritiro. Tutto questo causò forti malumori nel Likud.
Il 20 novembre 2005 sui media israeliani apparve la notizia dell'intenzione di Sharon di fondare un nuovo partito centrista. Successivamente alla scissione, a capo del Likud è stato eletto l'ex-primo ministro Benyamin Netanyahu, già leader dell'ala destra del partito.
Le elezioni del 2006, perciò, si configurarono per la prima volta come una partita a tre, tra HaAvoda, il Likud ed il nuovo Kadima, contrariamente alla solita lotta a due. In tutti i sondaggi il Kadima era dato largamente favorito.
La vittoria per quest'ultimo partito sembrava sicura, ma venne messa in dubbio dall'inaspettata emorragia cerebrale di Ariel Sharon, il 4 gennaio 2006, che lo ha ridotto in coma. Di conseguenza il vice di Sharon, Ehud Olmert, una personalità poco carismatica, divenne primo ministro ad interim e candidato primo ministro de facto al posto dell'inabile Sharon. I sondaggi non mostravano un'evidente diminuzione di consensi per Kadima.
Il partito centrista Shinui, che alle precedenti elezioni del 27 gennaio 2003 aveva ottenuto una buona affermazione piazzandosi al terzo posto con il 12,3 % dei voti e 15 seggi, conobbe contrasti interni pochi mesi prima delle elezioni del 28 marzo 2006, culminate in una scissione in cui 9 membri su 15 del Shinui formarono un nuovo partito, Hetz (“Freccia”, ha-Miflaga ha-Hilonit Tzionit  o 'il Partito Sionista Secolare'). I sondaggi pre-elettorali preannunciavano un crollo dei consensi per entrambi i partiti, a vantaggio del nuovo partito Kadima che si proponeva al centro dello schieramento politico, in particolare riguardo all'atteggiamento nei confronti della questione palestinese.
Il 30 gennaio 2006 la formazione di destra Unione Nazionale (Halchud HaLeumi), una coalizione di tre piccoli partiti (Moledet, Tkuma, Tzionut Datit Leumit Mitchadeshet), decise di aggregarsi in una lista con il Partito Nazionale Religioso (Mafdal). Yisrael Beitenu (Israele Nostra Casa), che rappresenta la minoranza russa, decise invece di separarsi dall'Unione Nazionale e di presentarsi alle elezioni da solo. I sondaggi effettuati prima delle elezioni mostravano un forte avanzamento di entrambe queste liste di destra, in buona parte a spese del Likud.

## Questioni chiave della campagna elettorale

### La lotta contro i militanti palestinesi
Durante l'Intifada di al-Aqsa, più di un migliaio di israeliani sono stati uccisi in attacchi compiuti da militanti palestinesi.
La politica di sicurezza di Israele ha puntato all'arresto o all'uccisione dei capi dei movimenti responsabili degli attacchi, non esitando a compiere incursioni nelle aree controllate dai palestinesi e nelle loro città, comprese le zone più densamente abitate. Vivaci polemiche suscitano i cosiddetti “omicidi mirati”, di dirigenti estremisti palestinesi, in particolare dirigenti di Hamas, della Jihad Islamica o delle Brigate dei Martiri di al-Aqsa, responsabili di attacchi terroristici. Durante questi attacchi, effettuati con elicotteri e missili, infatti vengono spesso uccisi anche civili palestinesi, compresi donne e bambini, che si trovano nelle vicinanze.
Per prevenire gli attacchi dei terroristi suicidi inoltre, gli israeliani hanno disseminato i territori occupati palestinesi di posti di blocco, che rendono lunghi e difficoltosi ai palestinesi gli spostamenti della vita quotidiana, come andare a scuola o all'ospedale.
Infine, negli ultimi anni, si è proceduto alla costruzione di una barriera di separazione tra Israele e territori amministrati dai palestinesi, che ha esacerbato gli animi degli abitanti dei territori occupati e le condanne di molti stati esteri, di organizzazioni per i diritti umani e della Corte internazionale di giustizia dell'Aia, poiché la barriera in molti punti isola in una terra di nessuno, tra la barriera e Israele, molti palestinesi o i loro campi o impianti e perfino alcuni villaggi. la barriera infatti non protegge solo i confini di Israele riconosciuti fino al 1967, ma anche le colonie costruite nei territori occupati e quindi passa all'interno del territorio palestinese. Proprio a causa dei problemi creati ai palestinesi, la Corte Suprema Israeliana ha obbligato il governo di Israele a modificare il tracciato in diversi punti. Il governo di Israele ha replicato alle critiche con il fatto che la barriera, non ancora completata, ha diminuito di molto gli attentati suicidi e sostenendo che gli attentatori che ancora riescono a penetrare in Israele provengono proprio da quelle zone dove essa non è ancora stata costruita.
Questa politica nei confronti dei palestinesi ha l'appoggio dell'opinione pubblica israeliana, ma una parte della sinistra ebraica e la vasta maggioranza degli arabi israeliani si oppongono a quello che considerano un eccessivo uso della forza. Alcuni sostengono che la politica israeliana di fatto incoraggi molti palestinesi ad appoggiare i movimenti che propugnano l'uso della violenza e gli attacchi suicidi. Il permanere della violenza comunque, fa sì che l'appoggio degli israeliani alla politica di sicurezza del governo rimanga alto.
Durante la campagna elettorale del 2006, i partiti di centro e di destra puntano a continuare la lotta contro i militanti palestinesi, ma anche il Partito Laburista Israeliano hanno messo al centro del proprio programma la "lotta al terrorismo". L'opposizione alla linea dura nella politica di sicurezza, specialmente contro gli omicidi mirati e la costruzione del muro, sono i partiti di sinistra (Meretz) e i partiti arabi.

### Soluzioni al conflitto
Da quando il governo israeliano guidato da Sharon ha fatto irrompere nel dibattito politico la questione del ritiro da molte colonie dei territori occupati, con la demarcazione unilaterale dei confini, il campo politico del paese si è diviso in due campi: da un lato quelli che sono favorevoli al ritiro dalla maggior parte della Cisgiordania (cosiddetti "Blu") e quelli che vogliono che quest'area rimanga completamente sotto il controllo israeliano e che erano contrari anche al ritiro dalla Striscia di Gaza (chiamati "Arancioni"). Proprio a causa di queste divisioni, che hanno colpito in particolare il suo partito, il Likud, Sharon ha deciso di fondare il suo nuovo partito Kadima.
- Il Meretz sostiene la necessità di negoziati bilaterali come l'unico percorso da seguire per ottenere la pace.
- Il Partito Laburista Israeliano (HaAvoda) ed il Kadima caldeggiano ulteriori negoziati, ma ritengono che, in seguito alla vittoria di Hamas nelle elezioni legislative palestinesi del 2006, non ci sia attualmente un partner attendibile con cui trattare, affermando quindi la necessità di definire unilateralmente i confini definitivi di Israele, ritirandosi dalla Striscia di Gaza e da buona parte della Cisgiordania, annettendosi per contro i più popolosi insediamenti israeliani nei territori occupati e i sobborghi costruiti intorno a Gerusalemme Est. Tali confini sarebbero protetti dal muro di separazione tra israeliani e palestinesi, portato avanti in particolare da Sharon. Ehud Olmert ha coniato per questo piano la definizione di "Piano di Convergenza".
- Yisrael Beitenu vuole che Israele continui a controllare la gran parte degli insediamenti nei territori occupati, ma sostiene la possibilità di offrire ai palestinesi, in cambio delle annessioni, alcuni territori israeliani abitati da arabi o disabitati.
- Il Likud chiede un'espansione della barriera di separazione per includere più territori in Israele e la continuazione del controllo israeliano sulla valle del Giordano, l'intero territorio di Gerusalemme e gli insediamenti.
- L'Unione Nazionale-Partito Nazionale Religioso si oppongono ad ogni ritiro unilaterale e vogliono un rafforzamento degli insediamenti ebraici in Cisgiordania.
- Herut e Fronte Nazionale Ebraico (Chayil), due gruppi nazionalisti estremisti, vorrebbero la deportazione di massa di tutta la popolazione araba sotto il controllo israeliano, compresi gli arabi con cittadinanza israeliana, verso i paesi arabi confinanti. Herut afferma di sostenere un trasferimento "volontario" con meccanismi di compensazione, l'altro movimento vuole un esodo forzato.

## Risultati
| Kadima                       | 690 901   | 22,02 | 29  |  |  |  |
| haAvoda - Meimad             | 472 366   | 15,06 | 20  |  |  |  |
| Shas                         | 299 054   | 9,53  | 12  |  |  |  |
| Likud                        | 281 996   | 8,99  | 12  |  |  |  |
| Yisrael Beytenu              | 281 880   | 8,99  | 11  |  |  |  |
| haIhud haLeumi - Mafdal      | 224 083   | 7,14  | 9   |  |  |  |
| Gil                          | 185 759   | 5,92  | 7   |  |  |  |
| Yahadut haTorah              | 147 091   | 4,69  | 6   |  |  |  |
| Meretz – Yachad              | 118 302   | 3,77  | 5   |  |  |  |
| Ra'am - Ta'al                | 94 786    | 3,02  | 3   |  |  |  |
| Hadash                       | 86 092    | 2,74  | 3   |  |  |  |
| Balad                        | 72 066    | 2,30  | 3   |  |  |  |
| HaYeruqim                    | 47 595    | 1,52  | –   |  |  |  |
| Ale Yarok                    | 40 353    | 1,29  | –   |  |  |  |
| Fronte Nazionale Ebraico     | 24 824    | 0,79  | –   |  |  |  |
| Tafnit                       | 18 753    | 0,60  | –   |  |  |  |
| Atid Ekhad                   | 14 007    | 0,45  | –   |  |  |  |
| Hetz                         | 10 113    | 0,32  | –   |  |  |  |
| Shinui                       | 4 675     | 0,15  | –   |  |  |  |
| Giustizia per Tutti          | 3 819     | 0,12  | –   |  |  |  |
| Partito dei Lavoratori Da'am | 3 692     | 0,12  | –   |  |  |  |
| Herut                        | 2 387     | 0,08  | –   |  |  |  |
| HaLev                        | 2 163     | 0,07  | –   |  |  |  |
| Brit Olam                    | 2 011     | 0,06  | –   |  |  |  |
| Lev                          | 1 765     | 0,06  | –   |  |  |  |
| Lehem                        | 1 381     | 0,04  | –   |  |  |  |
| Tzomet                       | 1 342     | 0,04  | –   |  |  |  |
| Nuovo Sionismo               | 1 278     | 0,04  | –   |  |  |  |
| Oz LaAniyim                  | 1 214     | 0,04  | –   |  |  |  |
| Partito Nazionale Arabo      | 738       | 0,02  | –   |  |  |  |
| Leader                       | 580       | 0,02  | –   |  |  |  |
| Totale                       | 3 137 064 | 100   | 120 |  |  |  |
|                              |           |       |     |  |  |  |
| Voti non validi              | 49 675    | 1,56  |     |  |  |  |
| Votanti                      | 3 186 739 | 63,55 |     |  |  |  |
| Elettori                     | 5 014 622 |       |     |  |  |  |

## Esito
In base al numero dei voti validi, per ogni seggio servivano 24.609 voti; occorreva però superare lo sbarramento del 2%, che in queste elezioni valeva 62.741 voti.
L'affluenza è stata la più bassa nelle storia delle elezioni legislative israeliane, il 63,2% degli elettori aventi diritto al voto, comparato con il 68,9% delle elezioni del 2003 ed il 78,7% del 1999. L'affluenza più bassa in assoluto in elezioni nazionali resta comunque quella delle elezioni del 2001 per la scelta del primo ministro, con il 62,5%.
Il 27 aprile 2006 è stata formalizzata l'intesa per la coalizione di governo raggiunta da Kadima – il partito centrista che ha ottenuto la maggioranza relativa in Israele (29) e si è alleato al Gil, il partito dei pensionati (7) – e i laburisti (19), a cui alcuni giorni dopo si sono aggiunti gli ultraortodossi della Shas (12 deputati). Kadima è guidata dal premier ad interim Ehud Olmert dopo l'uscita dalla scena politica di Ariel Sharon in coma dal 4 gennaio in seguito a un ictus.